# Нандо Пейнакер
Нандо Пейнакер (англ. Nando Pijnaker, нар. 25 лютого 1999) — новозеландський футболіст нідерландського походження, захисник клубу «Істерн Сабарбс».

## Клубна кар'єра
Народився 25 лютого 1999 року. Вихованець юнацьких команд футбольних клубів «Вестерн Сабарбс» та «Тім Веллінгтон».
У дорослому футболі дебютував 2018 року виступами за команду клубу «Істерн Сабарбс», кольори якої захищає й донині.

## Виступи за збірну
У складі молодіжної збірної Нової Зеландії поїхав з командою на молодіжний чемпіонат світу 2019 року у Польщі.

## Титули і досягнення
- Переможець Молодіжного чемпіонату ОФК: 2016